# Sam Richardson (friidrottare)
Sam Richardson, född 17 november 1917, död 8 oktober 1988, var en friidrottare från Kanada. Han deltog vid olympiska sommarspelen 1936.